# سحابة داكنة تحت حمراء

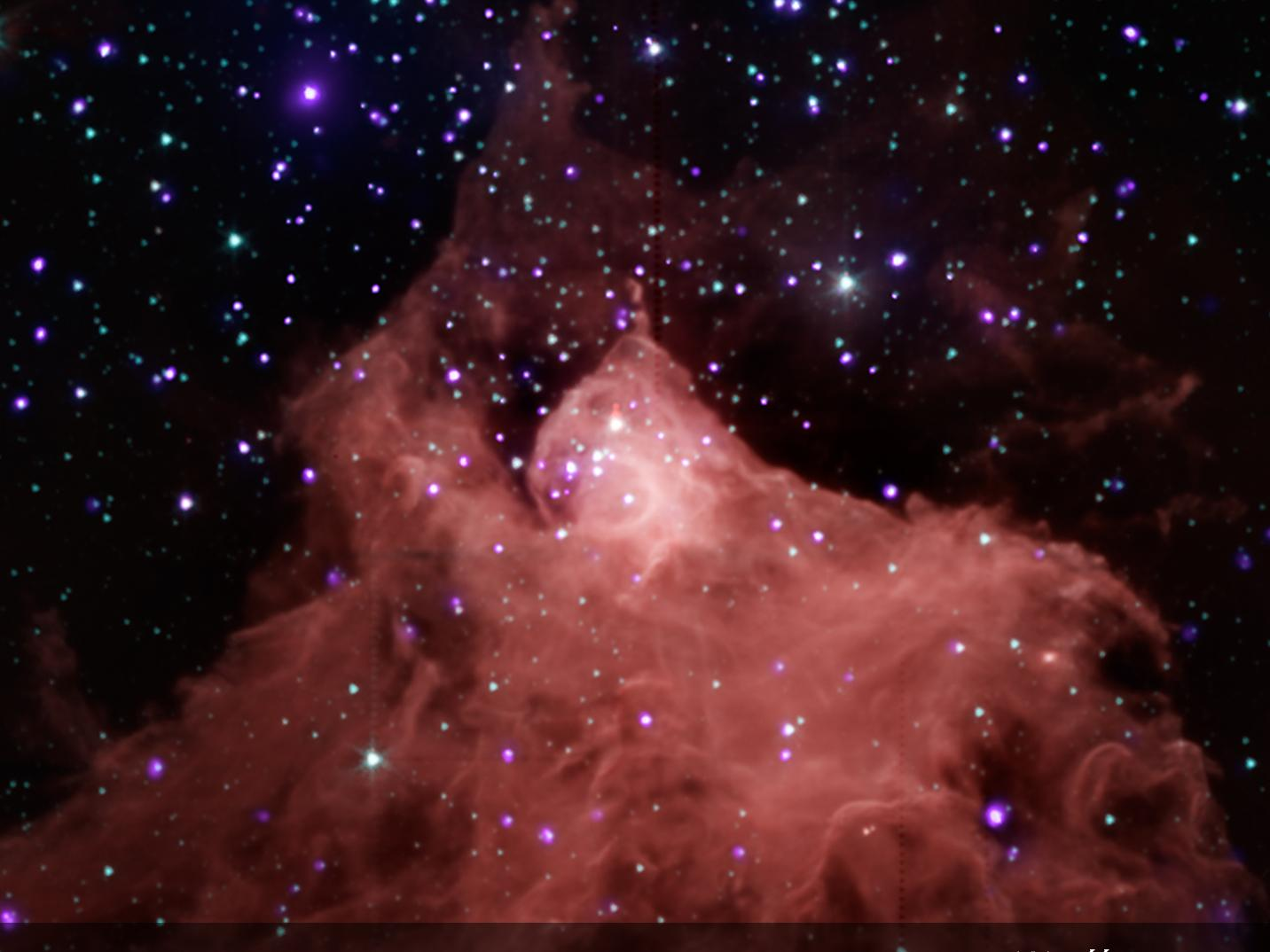
النجوم الشابة في وحول السحابة الجزيئية الملتهب B.

في الفلك السحابة الداكنة تحت حمراء هي منطقة باردة وكثيفة من سحابة جزيئية عملاقة. يمكن رؤيتها على شكل صورة مظللة في مقابل انتشار سطوع انبعاث الأشعة تحت الحمراء-الوسطى من المستوى المجري. اكتشفت السحب الداكنة تحت الحمراء مؤخرا في عام 1996 باستخدام مرصد الأشعة تحت الحمراء الفضائي. وبالتالي فهي في حاجة إلى مزيد من البحث.

## الأهمية
يعتقد علماء الفلك أن السحب الداكنة تحت الحمراء تمثل المرحلة الأولى من مرحل تشكل النجوم عالية الكتلة وبالتالي فهي ذات أهمية كبيرة لفهم عملية تشكل النجوم ككل